# في عينها أغنية (مسلسل)
في عينها أغنية، مسلسل كويتي درامي/رومانسي من إخراج وبطولة هيا عبد السلام وجاسم النبهان وفخرية خميس وفؤاد علي.

## ملخص القصة
تدور أحداث المسلسل من خلال قصة رومانسية عن إحدى الفنانات المشهورات في مجال عملها، تتمتع بقدر عالي من الجمال، مما يضعها دائمًا في مواقف غريبة ومفارقات، فكثرة العشاق والمعجبين حولها يسبب لها العديد من المشاكل التي هي في غنى عنها.

## بطولة
- جاسم النبهان - بدور: عبد الرحيم
- هيا عبد السلام - بدور: ياسمين
- فخرية خميس - بدور: فاتن
- فؤاد علي - بدور: عبد العزيز
- محمد صفر - بدور: هاني
- شيماء علي - بدور: سميرة
- أسمهان توفيق - بدور: نعيمة
- أحمد الهزيم - بدور: مرزوق
- ليلى عبد الله - بدور: سما
- فرح الصراف - بدور: نوريه
- غدير السبتي - بدور: أسماء
- فهد باسم - بدور: حسام
- ناصر عباس - بدور: إبراهيم
- فيصل دشتي - بدور: هادي
- محمد الحملي - بدور: طارق
- أحمد البلوشي - بدور: بدر
- محمد خليل - بدور: غازي
- هيا السميط - بدور: هيا